# Park Hospice (Prachatice)
Park Hospice je jedním z parků nacházejících se ve středu města Prachatice. Konkrétně leží na severozápadním parkánu, mezi vnějším a vnitřním opevněním. To je již z velké části zaniklé, ale zachovaly se ještě dvě obranné věže. Park je pojmenován po nedalekém Hospici svatého Jana Nepomuckého Neumanna. V západní části je parkoviště, v severní voliéry.